# Hasičský sbor Vatikánského městského státu

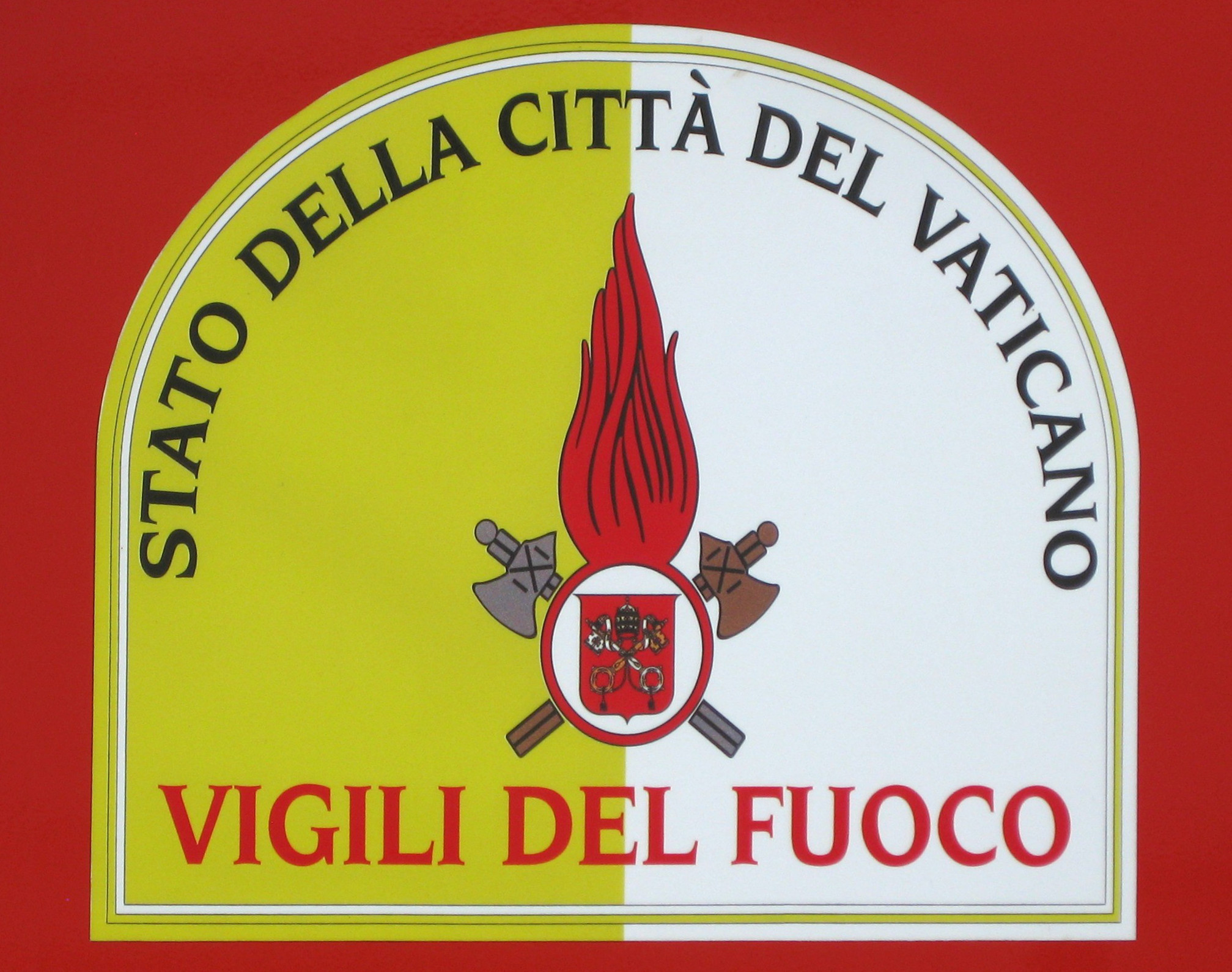
Znak vatikánských hasičů

Hasičský sbor Vatikánského městského státu (italsky Corpo dei vigili del fuoco dello Stato della Città del Vaticano) oficiálně založil papež Pius XII. v roce 1941. Velitelství a současně jediná stanice se nachází v severozápadní části Apoštolského paláce se vstupem z nádvoří Belvedere.

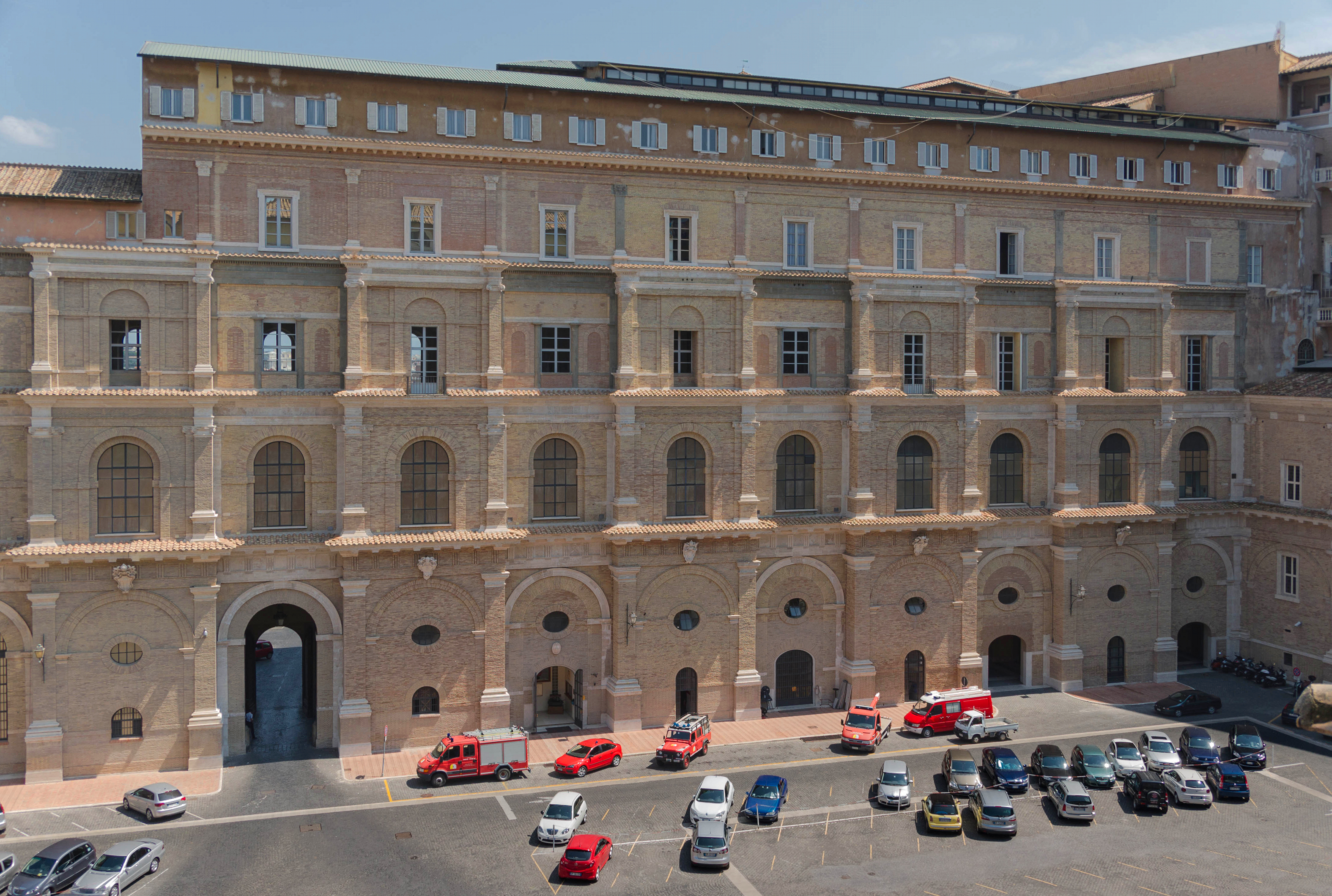
Budova, v níž sídlí vatikánští hasiči

## Historie
Již v závěru existence papežského státu byl součástí papežského vojska malý hasičský sbor. Rytiny a malby z doby kolem roku 1820 dochované ve vatikánském archivu dokládají, že tehdejší hasiči měli vlastní propracovanou uniformu i hasičské vozy. Představují patrně jeden z nejstarších stálých hasičských sborů na světě. I na počátku 20. století působila v apoštolském paláci hasičská stráž, stále jako součást ozbrojených sil papeže.
Papež Pius XII. ustavil v roce 1941 samostatnou, dobře vycvičenou a vybavenou hasičskou jednotku, tvořenou 10 požárníky. Její sídlo bylo zřízeno v části Apoštolského paláce se vstupem z nádvoří Belvedere, kde se nachází až dosud. Patronem vatikánských hasičů byl zvolen svatý Antonín Veliký.
V roce 2002 bylo v rámci Governatorátu státu Vatikán zřízeno Oddělení bezpečnosti a civilní ochrany, které převzalo správu hasičského sboru i vatikánských četníků od Oddělení technických služeb. Hasičský sbor byl doplněn profesionály, absolventy Základní výcvikové školy hasičského sboru v Římě (italsky Scuola di Formazione di Base Vigili del Fuoco Roma), vybaven moderními prostředky i novou uniformou z moderních materiálů. Rovněž prostory velitelství byly radikálně upraveny tak, aby vyhovovaly potřebám profesionálního hasičského sboru. Sbor byl svěřen pod ochranu sv. Barbory, která je i patronkou italských hasičů. Ochráncem sboru je též papež Lev IV., kterému tradice připisuje zázračné uhašení požáru ve čtvrti Borgo pouhým znamením kříže. Sboru byla dána do užívání kaple San Pellegrino, kterou sdílejí spolu s vatikánskými četníky. Výroční oslavy sboru se konají vždy 4. prosince, na den sv. Barbory.

## Činnost
Kromě vlastních hasebních zásahů, které jsou i vzhledem k malé rozloze Vatikánu spíše vzácné, je hasičský sbor zodpovědný za ochranu lidí a majetku také v případě dalších nenadálých a nepředvídatelných situací. Je neustále připraven k poskytnutí okamžité pomoci, často ve spolupráci s četnickým sborem.
Vzhledem k obrovskému náboženskému i historicko-uměleckému významu Vatikánského městského státu nesou vatikánští hasiči zodpovědnost za prevenci poškození nebo zničení vzácných dokumentů a artefaktů. Z toho důvodu tvoří velkou část jejich aktivit kontrola zabezpečovacích systémů, údržba techniky i nácvik připravenosti k zásahu. Zajišťují instalaci a údržbu hasičského vybavení a systémů požární signalizace přímo ve Vatikánu, ale i na extrateritoriálních územích v Římě.
Zvláštní význam pro sbor měla „zahraniční“ mise 8 hasičů do Onny u příležitosti tragického zemětřesení v roce 2009 a 10 hasičů u příležitosti zemětřesení ve střední Itálii v roce 2016.
Jedním z nejčastějších zásahů je záchrana turistů, kteří zkolabovali nebo uvízli v kupoli baziliky sv. Petra. V neděli 1. září 2019 uvízl ve výtahu cestou na generální audienci i papež František. Poté, co byl vyproštěn službu konajícím oddílem hasičského sboru, začal svůj projev tím, že požádal shromážděný dav, aby se k němu připojil v potlesku pro vatikánské hasiče.

### Heliport
Hasičský sbor také asistuje při všech příletech a odletech z heliportu ve Vatikánských zahradách. V roce 2019 darovala firma MAN Truck & Bus Vatikánu vozidlo MAN TGE 6.180, upravené jako hlavní hasičské zařízení pro heliport. Vozidlo bylo před nástupem do služby požehnáno papežem Františkem.

### Slavnostní příležitosti
Vatikánský hasičský sbor má i drobné ceremoniální úlohy. Uniformovaní hasiči drží čestnou stráž při některých formálních příležitostech a příjezdech hostů. Spolu s vatikánskými četníky se též účastní slavnostních průvodů. Hasičský sbor má navíc na starosti vztyčení a bezpečný provoz dočasného komína nad Sixtinskou kaplí, kterým je pomocí kouře oznamováno zvolení nového papeže během papežského konkláve.

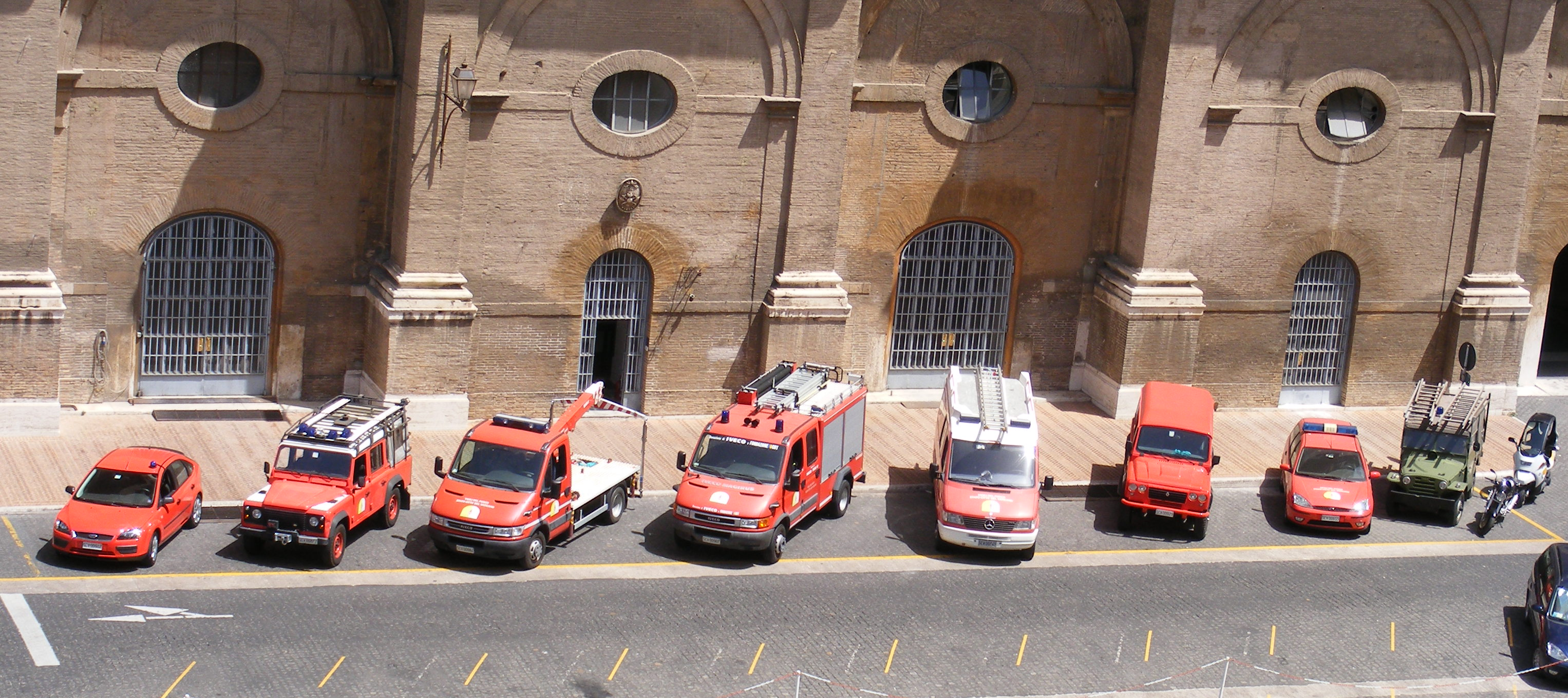
Parkoviště hasičského sboru na nádvoří Belvedere

## Personální obsazení
V současné době tvoří sbor zhruba 30 hasičů, kteří se pravidelně střídají v třísměnném provozu po 5 osobách.
Všichni noví zájemci musí být svobodní muži a praktikující katolíci, dodržující celibát, ve věku 21 - 25 let a v dobré fyzické kondici. Musí mít nejméně středoškolské vzdělání. Ke všem žádostem o vstup do hasičského sboru je třeba přiložit doporučující dopis od faráře.
Nově přijatí zaměstnanci absolvují před nasazením ve Vatikánu počáteční výcvik v Základní výcvikové škole hasičského sboru v Římě (italsky Scuola di Formazione di Base Vigili del Fuoco Roma). Další školení provádí interně vatikánský sbor hasičů.

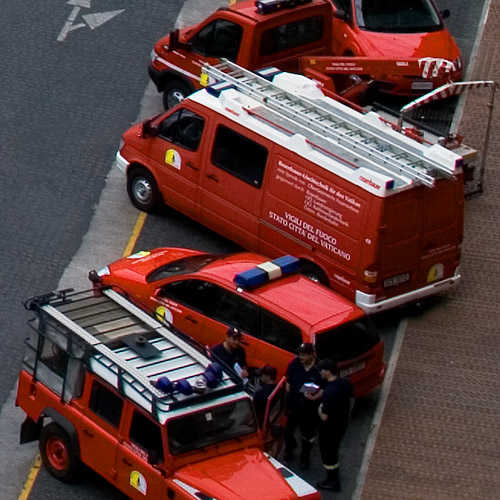
Parkoviště hasičského sboru na nádvoří Belvedere

## Vybavení
Sbor hasičů Vatikánského městského státu je dobře a moderně vybaven ke zvládání řady scénářů nenadálých situací. Všechna požární zařízení (kromě hydraulické zvedací plošiny) využívají typy vozidel schopné projíždět úzkými ulicemi a místy se stísněným či obtížným přístupem. Hlavní hasičský vůz (Iveco Daily Magirus) a vyprošťovací vůz (Mercedes-Benz Sprinter) mají kvůli snazšímu přístupu speciální úzké karoserie.

### Hlavní zásahová vozidla:
- Hlavní zásahový vůz Iveco Daily Magirus
- Mercedes-Benz Econic s hydraulickou zvedací plošinou (32 m)
- Víceúčelové záchranné vozidlo Mercedes-Benz Sprinter
- Vůz Land Rover Defender 110 s pohonem 4 x 4
- Vodní dělo MAN TGE 6.180 pro heliport

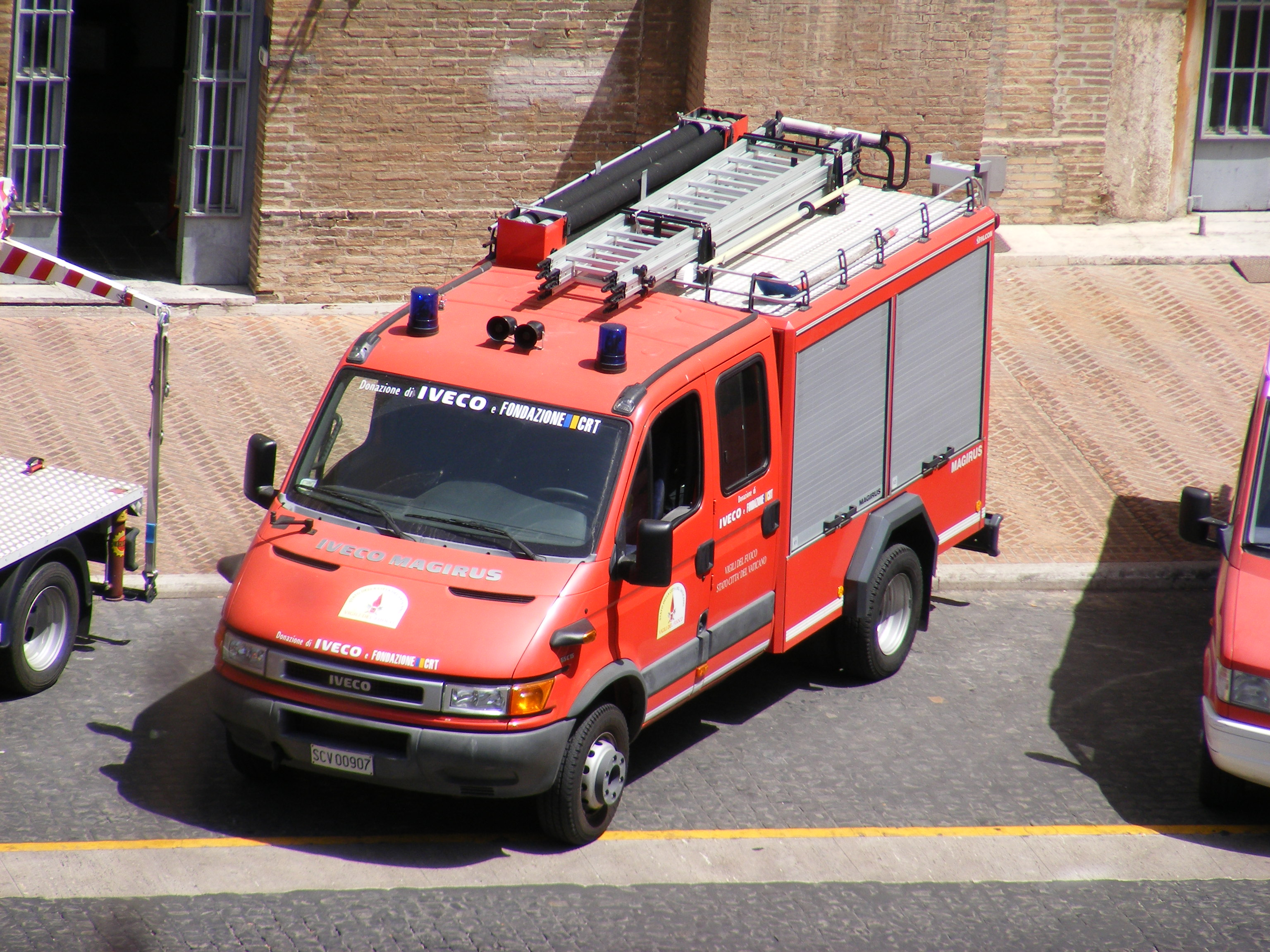
Zásahový vůz Iveco Daily Magirus

### Podpůrná vozidla:
- Vyprošťovací vůz Iveco Daily
- Terénní vůz Santana PS-10
- Dva univerzální vozy Ford Focus
- Univerzální vůz Fiat 1101 Campagnola (stále v provozu)